# آن إدموندز
آن إدموندز (بالإنجليزية: Anne Edmonds)‏ هي ممثلة أسترالية، ولدت في 12 أكتوبر 1981 في ملبورن في أستراليا.

## وصلات خارجية
- آن إدموندز على موقع IMDb (الإنجليزية)
- آن إدموندز على موقع قاعدة بيانات الفيلم (الإنجليزية)